# Pandemia de gripe A (H1N1) de 2009-2010 en Polonia
La pandemia de gripe A (H1N1), que se inició en 2009, entró en Polonia el 6 de mayo del mismo año. Éste fue el 12º país en reportar casos de gripe A en el continente europeo.
A partir del 28 de mayo, Polonia ha confirmado cuatro casos: uno de ellos es el de una mujer de 58 años residente en Mielec, Voivodato de Subcarpacia, quien volvió de los EE. UU. A partir del 8 de mayo, ocho casos están siendo investigados, según el Instituto Nacional de Salud Pública, y el canal de noticias TVN 24.
El Cuerpo Principal Sanitario de Inspectores polaco mantiene una página Web acerca de la situación epidémica en Polonia, que incluye diariamente actualizaciones del brote de gripe A (H1N1).
Desde el 1 de julio, Polonia tenía 19 casos confirmados, según el Instituto Nacional de la Salud Pública, y el canal de noticias TVN 24. Desde el 22 de junio, al menos 200 pacientes fueron antes investigados, pero las pruebas dieron resultado negativo. el Ministerio de Asuntos Exteriores polaco publicó una declaración el 25 de abril, en el cual recomienda que los ciudadanos eviten viajes a áreas afectadas, hasta que la pandemia esté totalmente controlada.
Hasta el 29 de abril de 2010 (fecha de la última actualización), Polonia registró 2024 casos de gripe A (H1N1), y 180 muertes.